# Varbergsposten
Varbergsposten var en tidning som gavs ut i Varberg mellan 1894 och 1952. Den grundades av Johan Högborg. Tidningen gavs ursprungligen ut tre dagar per veckan, men gick under 1930-talet upp till komma ut sex dagar per vecka.
Under 1940-talet försämrades tidningens ekonomi och den lades ner 1952. Den var under större delen av sin livstid liberal, men kom mot slutet att bli mer konservativ och när den lades ner fick läsarna Hallands Dagblad som ersättning. Tidningen var fram till 1940-talet Varbergs största tidning.